# Баландиха
Баландиха (рос. Баландиха) — присілок в Краснобаковському районі Нижньогородської області Російської Федерації.
Населення становить 42 особи. Входить до складу муніципального утворення Прудовська сільрада.

## Історія
Від 2009 року входить до складу муніципального утворення Прудовська сільрада.

## Населення
| 2002 | 2010 |
| ---- | ---- |
| 66   | ↘42  |